# أميد نورافكن
أميد نورافكن (بالفارسية: امید نورافکن)، من مواليد 9 أبريل 1997م في مدينة ري الإيرانية، وهو لاعب كرة قدم إيراني ويلعب مركز دفاع، لعب مع المنتخب الإيراني تحت 20 سنة، وشارك في بطولة كأس العالم تحت 20 سنة والتي أستضافته كوريا الجنوبية سنة 2017م.